# Amblystegium compactum
Amblystegium compactum là một loài rêu trong họ Amblystegiaceae. Loài này được Müll. Hal. Austin mô tả khoa học đầu tiên năm 1870.